# 트랜스여성혐오
트랜스여성혐오(transmisogyny)는 트랜스포비아와 여성혐오의 교집합이다. 2007년 줄리아 세라노가 처음 고안한 용어로, 트랜스여성에게 가해지는 특수한 차별을 설명하기 위해 사용했다. 트랜스포비아가 트랜스여성에 대한 여성혐오를 강화할 수 있으며, 그 역도 성립한다. 트랜스여성혐오는 트랜스여성주의의 주요 개념이며, 교차여성주의 이론에서 자주 언급된다. 그러나 트랜스여성을 여성으로 인정하지 않는 급진적 여성주의 일각에서는 트랜스여성혐오라는 개념도 부정한다.